# Gorjunow SG-43

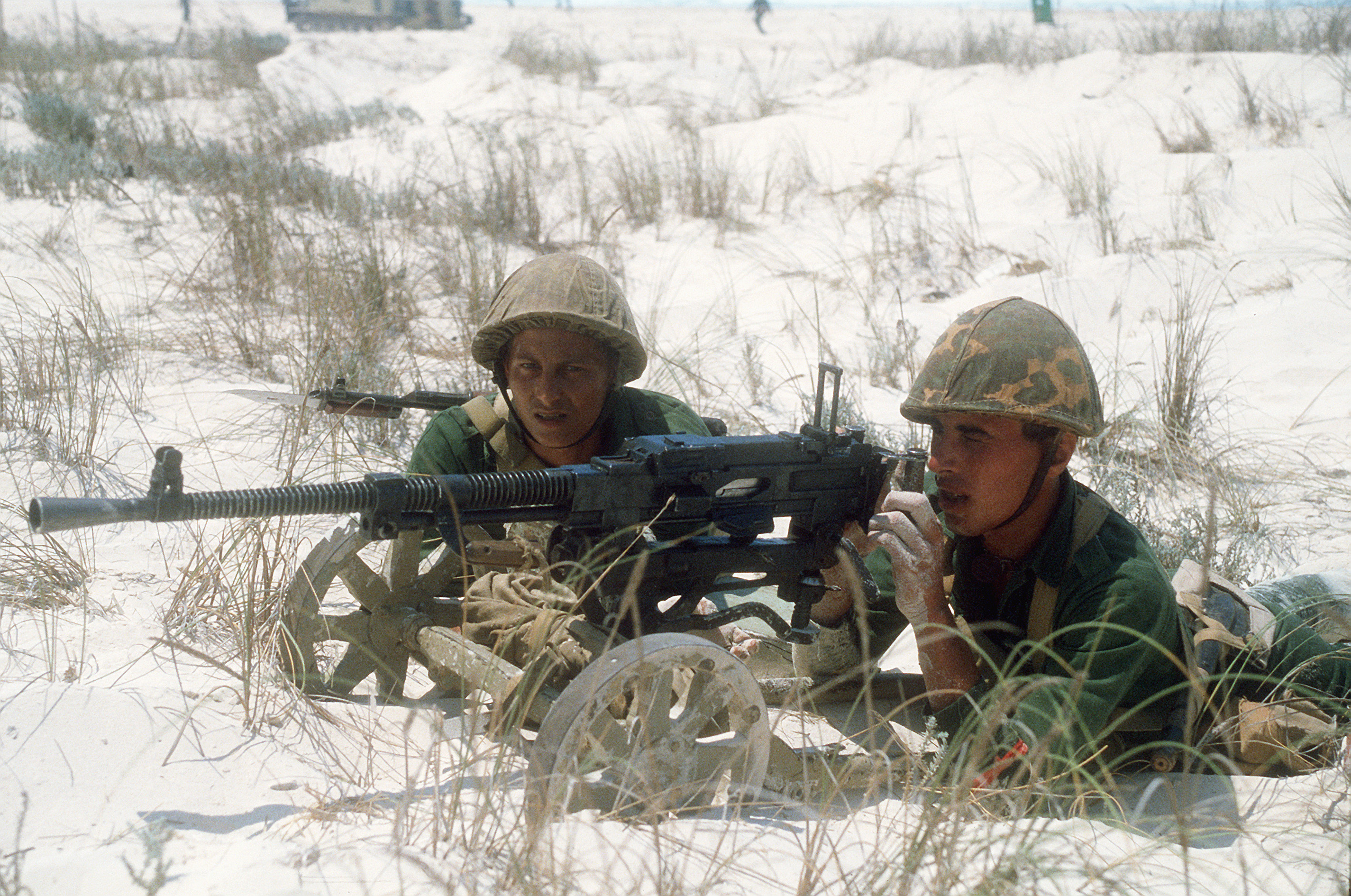
Ägyptische Marinesoldaten an einem SG-43 bei der multinationalen Übung Bright Star '85

Das Gorjunow SG-43 (Stankowy pulemjot konstrukzii Gorjunowa, russisch Станковый пулемёт конструкции Горюнова, kurz СГ-43) ist ein Maschinengewehr, das in der Sowjetunion während des Zweiten Weltkrieges entwickelt und eingesetzt wurde.

## Geschichte
In den 1930er-Jahren war die russische Version des Maxim-Maschinengewehrs, das PM 1910, immer noch das am weitesten verbreitete Maschinengewehr der Roten Armee. Neuere Modelle wie das Degtjarjow DS-39 erwiesen sich als nicht zuverlässig genug. Aus der Not heraus wurde das M1910 noch bis 1942 weiter produziert, obwohl es längst veraltet war. Die neuesten Entwicklungen moderner MGs in der UdSSR wurden 1943 in Vergleichsschießen getestet, als geeignetste Waffe erwies sich dabei die Konstruktion Pjotr Maximowitsch Gorjunows.
Nach dem Krieg wurde das MG in Lizenz in Polen, China, Tschechoslowakei und Ungarn hergestellt.

## Technik
Das luftgekühlte SG-43 war um vieles leichter als das Maxim, das noch Wasserkühlung benötigte. Es ließ sich auch einfacher und mit weitaus weniger Material herstellen, weshalb der Beginn der Produktion und die Ausgabe an die Truppen beschleunigt wurden. Der Lauf ist feststehend, die Verriegelung erfolgt über einen Verschlussblock, der nach der Schussabgabe nach links herausschwenkt. Im Prozess der Herstellung wurde das MG laufend verbessert, 1945 erschien das Modell SGM, das eine längere Lebensdauer bot und besser gegen Verschmutzung geschützt war. Das SGM verblieb noch bis 1960 im Dienst der sowjetischen Streitkräfte, bis es vom PK abgelöst wurde.

## Varianten
- SG-43: Ursprungsversion
- SGM: (M für modernisirowany) modernisiertes Modell mit verbesserten Lademechanismus und Längsnuten zur Laufkühlung
- SGMB: (B für bronjeawtomobilny) für den Einsatz in gepanzerten Mannschaftstransportern, mit Spatengriffen
- SGMT: (T für tankowy) Panzer-MG mit elektrischem Abzug und schwererem Lauf. Entweder starr und/oder koaxial zur Kanone im Turm eingebaut. (z. B. beim T-54)
- Typ 57: chinesischer Nachbau des SG-43
- Typ 63: chinesischer Nachbau des SGM